# 幸せになろう/恋
「幸せになろう/恋」（しあわせになろう/こい）は、フジテレビ系『クイズ!ヘキサゴンII』発のユニット2組による両A面シングル。2010年3月17日によしもとアール・アンド・シーから発売された。
南明奈のスーパーマイルドセブンの「幸せになろう」と、Paboの「恋」を収録。

## 概要
『クイズ!ヘキサゴンII』発の15枚目のシングル。南明奈のスーパーマイルドセブンは8ヶ月振り、Paboは2年半振りのシングルとなる。両ユニットともに2枚目かつ最後のシングルである。
ジャケット写真は斜めに分割された左上に南明奈のスーパーマイルドセブン、右下にPaboと、一面に両ユニットが写っているものになっている。
CD発売日に池袋サンシャインシティにて2組による発売イベントが行われた。この時期にPaboのスザンヌと斉藤和巳の交際が発覚（のちに結婚）しており、イベントには多くの報道陣が集まった。

## 解説
「幸せになろう」は前作「I Believe 〜夢を叶える魔法の言葉〜」同様のアップテンポの曲になっている。また、小島よしおが2番の一部分をソロで歌っており、初めて南明奈以外のメンバーのソロ歌唱も存在する。前作と同じく、『ヘキサゴンII』のエンディングではなく冒頭で楽曲を披露した。
衣装は南明奈のスカートと帽子が変更されているだけで、他のメンバーは前作と同じ衣装である。
「恋」はこれまでの3曲と違って、バラード調になっている。歌詞の一部が里田まい with 合田家族の「You are my everything」と共通しており、これについて『ヘキサゴンII』携帯サイトのメールマガジンで「同じ歌詞がベースになっており、カシアス島田の詞に違う作曲家が曲をつけた」と説明されている。
衣装は白のワンピースで、それぞれのパーソナルカラーの小物が付いている。

## 収録内容

### CD
1. 幸せになろう / 南明奈のスーパーマイルドセブン
  - 作詞：カシアス島田、作曲：TOZY、編曲：斎藤文護・岩室晶子
2. 恋 / Pabo
  - 作詞：カシアス島田、作曲：高原兄、編曲：斎藤文護・岩室晶子
3. 幸せになろう （カラオケ）
4. 恋 （カラオケ）

### DVD
1. 「幸せになろう」振り付け映像
2. 「恋」ミュージックビデオ
3. スペシャルアニメ

## 初回特典
- トレーディングカード1種 （全12種類）